# Endless Dream
Endless Dream is het eerste album van BZN dat op cd werd uitgebracht. Daarnaast is het ook op lp en mc verschenen. Het werd beloond met goud, platina en bijna dubbel platina. In Zuid-Afrika werd Endless Dream ook platina. Er zijn drie Top 40 hits op te vinden. Namelijk La Différence, Wheels on Fire en La Primavera. In de eerste week van oktober 1988 was dit album het album van de week. Later bleef dit album nog 29 weken in de Album top 100 staan, waarvan 10 weken in de top 5.
Op dit album hebben Thomas Tol en Cees Tol de Volendamse band verlaten, en zijn vervangen door Dick Plat en Dirk van der Horst. De special van Endless Dream werd in Maleisië opgenomen.

## Tracklist
1. Wheels on fire [J. Veerman/J. Keizer/J. Tuijp]
2. Weekend love [J. Veerman/J. Keizer/J. Tuijp]
3. My heart is crying [J. Veerman/J. Keizer/J. Tuijp]
4. La primavera [J. Veerman/J. Keizer/J. Tuijp/Ton Doodeman]
5. My baby blue [J. Veerman/J. Keizer/J. Tuijp]
6. Sailin' in the moonlight [J. Veerman/J. Keizer/J. Tuijp]
7. A matter of a wonder [J. Veerman/J. Keizer/J. Tuijp]
8. Hazy lazy days of summer [J. Veerman/J. Keizer/J. Tuijp]
9. La différence [Th. Tol/J. Keizer]
10. Hear me calling [Th. Tol/J. Tuijp]
11. A young girl's dream [J. Veerman/J. Keizer/J. Tuijp]
12. La primavera (instrumental) [J. Veerman/J. Keizer/J. Tuijp]